# Religion en Afrique

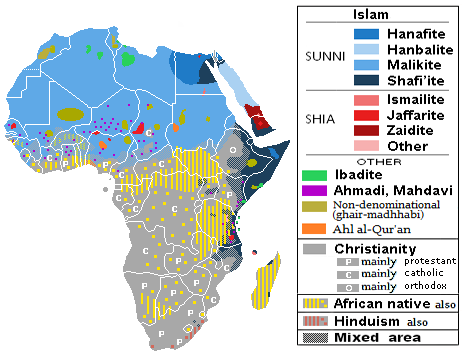
Répartition des religions dominantes en Afrique par pays, vers 2000.

La religion en Afrique a de multiples racines qui ont eu depuis l'Antiquité une influence majeure sur la culture et la philosophie.
La religion chrétienne s'implanta en l'Afrique dès le Ier siècle, essentiellement dans l'Afrique romaine du nord du continent avant de céder la place au VIIe siècle à l'islam, lequel s'installa sur la côte est et dans le nord du continent jusqu'à la frange septentrionale de la zone subsaharienne. Jusqu'au début du XXIe siècle, les religions traditionnelles africaines gardaient une place importante en Afrique subsaharienne.
Les paysages de la religion en Afrique ont connu d'importants changements en un siècle et continuent à évoluer rapidement.
Au début du XXIe siècle, les deux principales religions sont le christianisme et l'islam. L'islam est influent dans toute l'Afrique du Nord, quasiment toute l'Afrique de l'Ouest (où, par endroits, l'animisme est aussi présent), et une partie de l'Afrique centrale (Tchad) et une minorité en Afrique australe et centrale. Le christianisme, quant à lui, est présent dans toute l'Afrique australe et quasiment toute l'Afrique centrale ainsi qu'en Afrique orientale.
Quant aux religions traditionnelles, elles sont rarement majoritaires dans un pays mais se retrouvent partout en Afrique subsaharienne, cohabitant avec les deux autres religions en formant le plus souvent des syncrétismes.
Les autres religions sont très minoritaires, à part dans les Mascareignes où l'hindouisme est significativement présent.

## Histoire

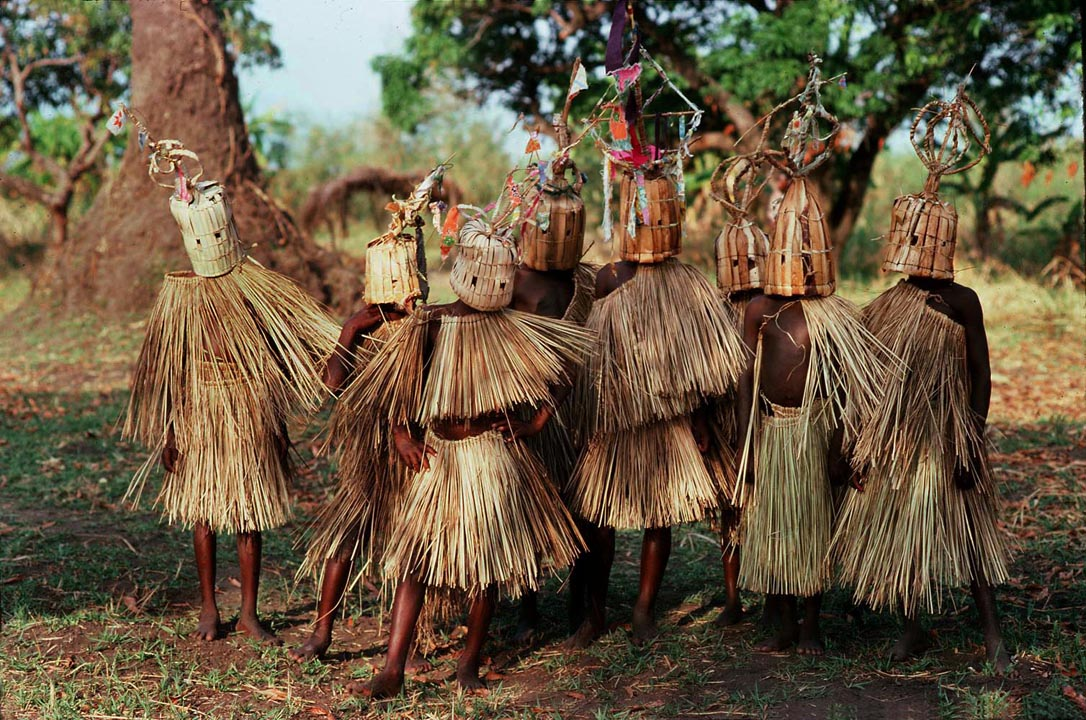
Culte traditionnel africain au Malawi.

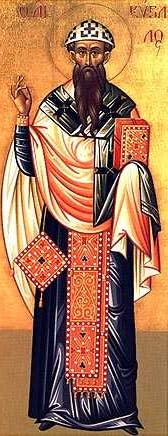
Bien que sous sa juridiction, un des tout premiers pogroms ait eu lieu et que la philosophe Hypatie a été lynchée par des fanatiques chrétiens, l'évêque d'Alexandrie Cyrille est un saint, un père de l'Église et un docteur de la foi chrétienne.

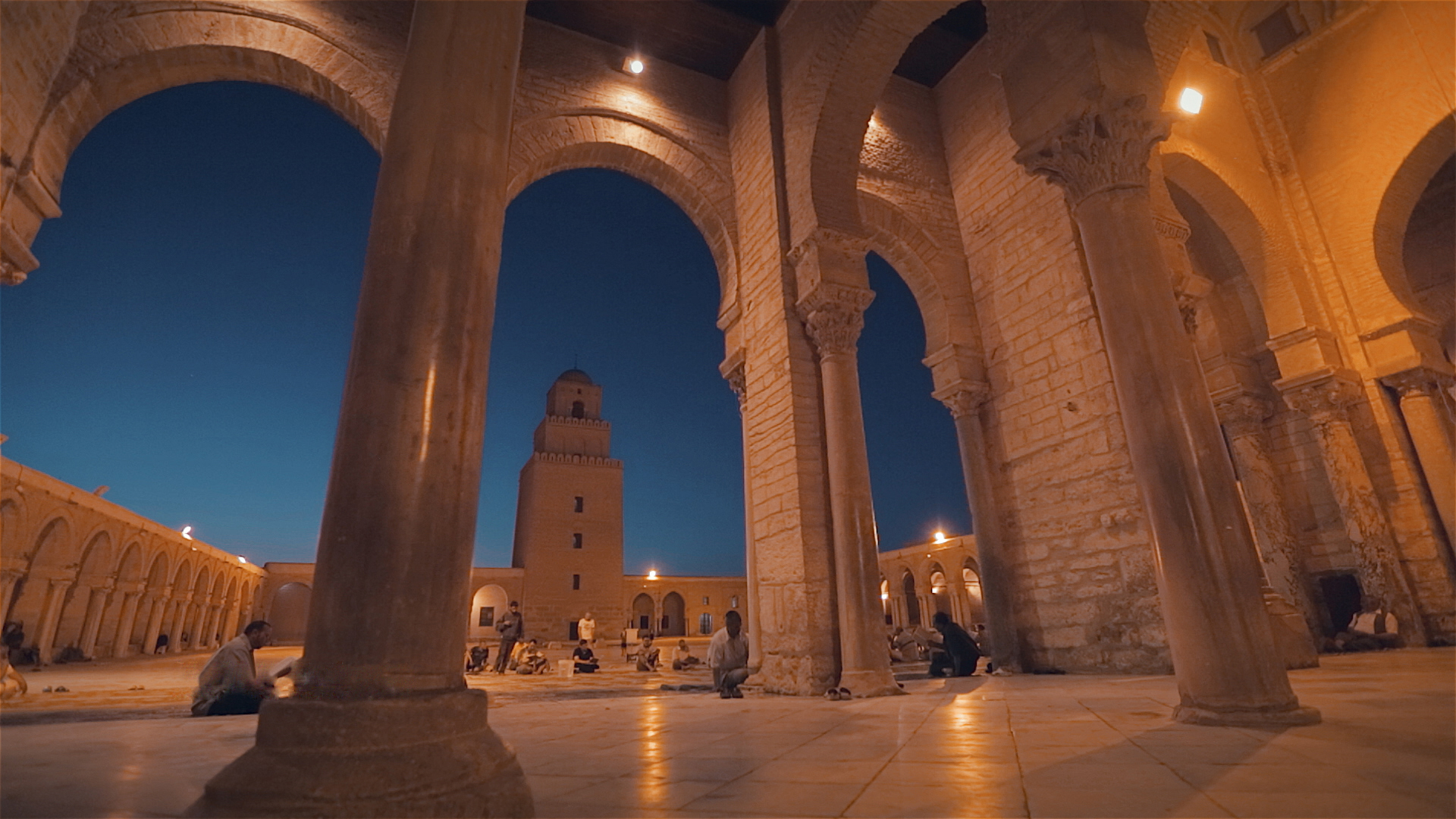
La grande mosquée de Kairouan est l'un des plus anciens lieux de culte musulmans d'Afrique du Nord.

Parmi les religions antiques de l'Afrique, les religions traditionnelles furent peu étudiées jusqu'à une époque récente car, transmises par tradition orale à l'aide de peintures, statues et symboles initiatiques qui n'étaient pas révélés aux étrangers, elles furent assimilées à l'animisme : leur histoire est donc mal connue. L'étude des religions africaines comporte un problème terminologique posant cette étude sous le prisme des religions abrahamiques. En effet, dans la plupart des langues africaines n'existent pas de mot pour religion ni d'écritures sacrées.
Celles de l'Afrique du Nord sont connues au travers de l’interpretatio romana : la religion de l'Égypte antique en particulier par son succès auprès des Grecs puis des Romains qui diffusèrent le culte d'Isis. Les divinités locales sont assimilées au panthéon greco-romain, ce qui a permis de conserver quelques informations sur les cultes précédant la conquête, mais passé au filtre de la culture romaine. Par exemple, la divinité punique Miskar est assimilée à Neptune. Les pratiques religieuses de l'empire romain sont diversifiées selon les provinces. Ainsi il semble que le culte des eaux et sources, très fort en Gaule romaine, est très peu présent en Afrique du Nord.
C'est à l'époque de l'Afrique romaine et de l'Égypte byzantine que le christianisme s'implanta dès le Ier siècle et se développa rapidement. Au IIIe siècle, l'Église d'Alexandrie était un des piliers du christianisme oriental, où naquit le monachisme chrétien et son Didascalée, l'une des plus grandes écoles théologiques. La communauté chrétienne d'Afrique romaine était numériquement la plus importante du christianisme latin. En sont notamment issus Tertullien, qui théorisa le premier le concept de Trinité, et Augustin d'Hippone, père de l'Église dont la pensée devait avoir une influence déterminante sur l'Occident chrétien au Moyen Âge et à l'époque moderne.
Déchirées par des conflits théologiques, ces communautés ne subsistèrent pas longtemps après de la conquête musulmane de l'Afrique du Nord. Seul le christianisme orthodoxe sous sa forme monophysite demeura en Éthiopie, Érythrée et Égypte depuis l'Antiquité tardive. L'Éthiopie se considère comme la seconde plus ancienne nation chrétienne au monde, après l'Arménie, faisant remonter cette tradition à l'an 330.
Le judaïsme aussi est très ancien en Afrique : il est attesté dès l'antiquité le long de la côte méditerranéenne, au Maghreb comme au Mashreq, et ne disparaît qu'avec les évènements historiques du XXe siècle postérieurs à la Seconde Guerre mondiale.
L'islam pénétra en Afrique du Nord à partir du VIIe siècle. Sous les Omeyyades, les successeurs de Muʿawiya Ier étendirent les frontières du Califat jusqu'à l'Indus vers l'Est et jusqu'à l'océan atlantique vers l'Ouest, y compris la péninsule Ibérique. Il se propagea progressivement vers le Sud par les voies du commerce transsaharien. L’islamisation de l’Afrique s’opère d'abord de l’est vers l’ouest puis du nord vers le sud. L'Égypte est donc le premier territoire de l’Afrique du Nord conquis par les Musulmans.

Expansion des différents califats :
Expansion durant l'ère de Mahomet 622-632
Expansion durant les quatre premiers califes 632-661
Expansion de la dynastie Omeyyade 661-750

Après que les Arabes ont conquis l'Afrique du Nord et islamisé les Berbères (non sans résistance parfois), l'islamisation de l'Afrique subsaharienne fut principalement le fait des Africains subsahariens eux-mêmes (Haoussas, Peuls, Dioulas…) en lien direct avec le commerce du sel, des épices, de l'ivoire et des esclaves, car devenir musulman non seulement favorisait la prospérité par les échanges, mais préservait de la servitude puisque le Coran interdit d'asservir un coreligionnaire, à l'exemple de Bilal ibn Rabah,,,. Grâce au commerce de l'or et du sel, l'empire du Ghana, situé à cheval sur les actuels Mali et Mauritanie, fut alors la plus puissante et la plus riche entité politique au sud du Sahara : les commerçants, majoritairement musulmans, créèrent une élite politique islamisée autour d'un roi resté cependant, comme sa population, fidèle aux religions traditionnelles africaines,.

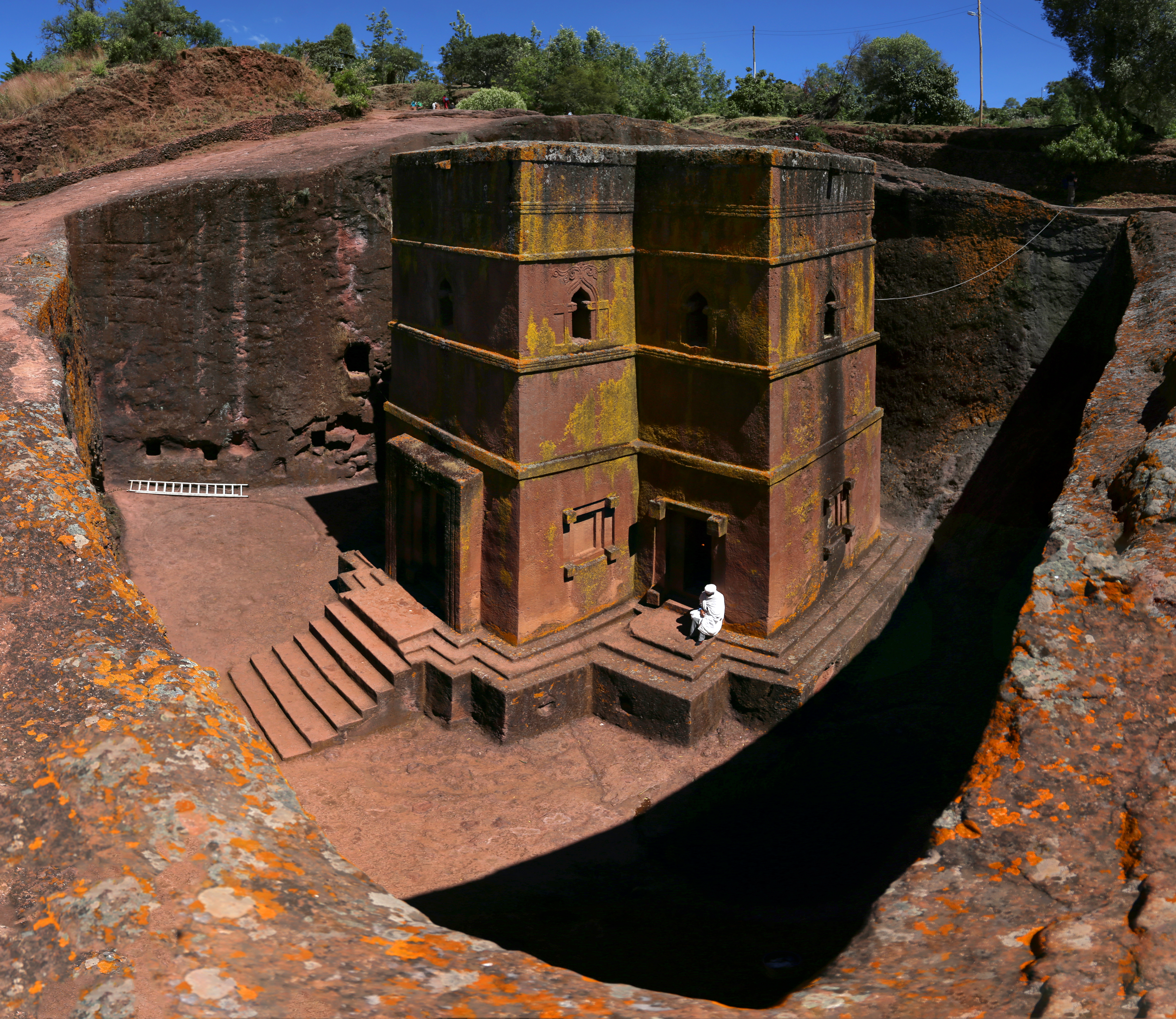
Église Saint-Georges, Lalibela (Éthiopie, XIIIe siècle).

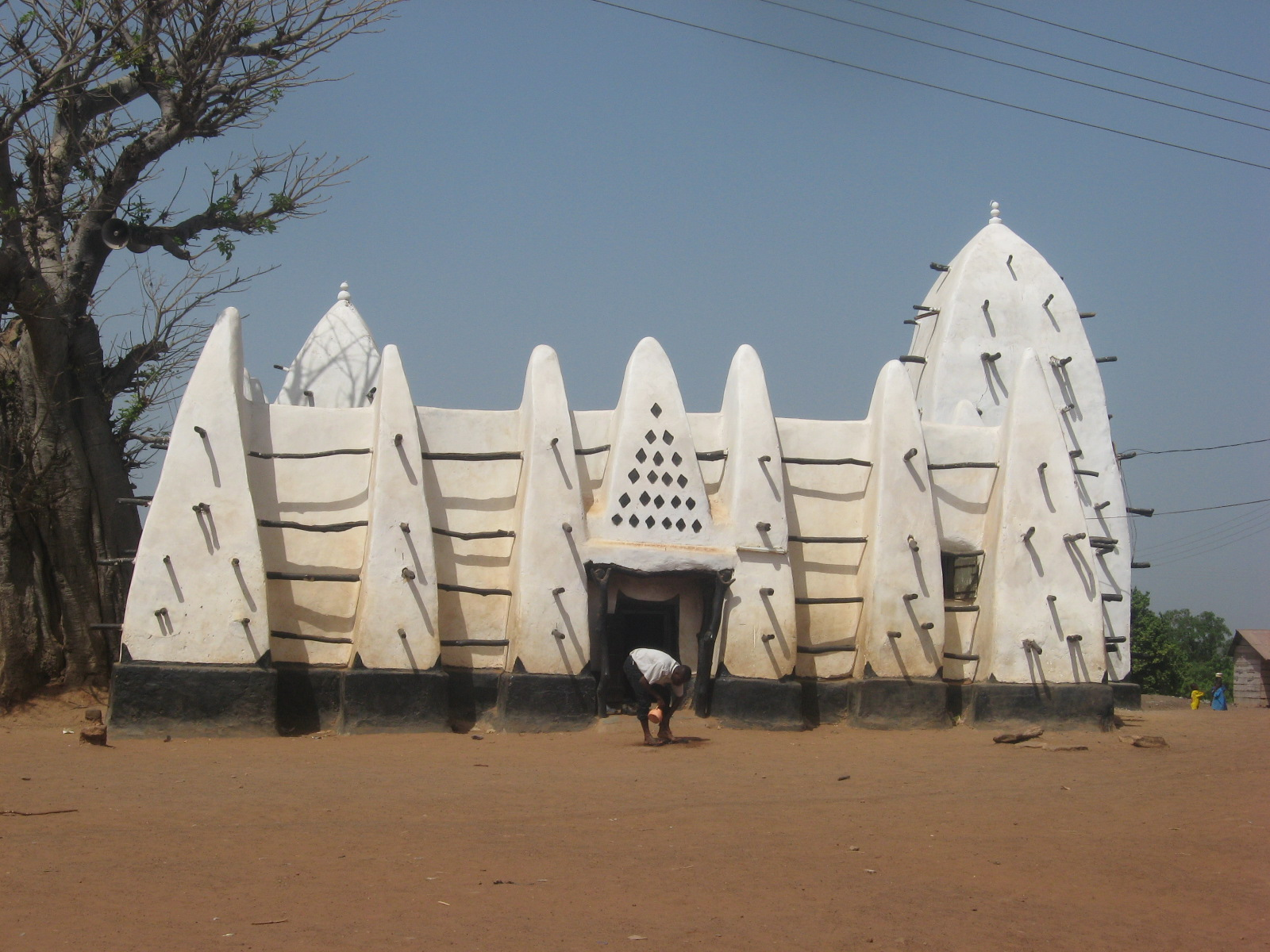
Mosquée de Larabanga (Ghana, XIIIe siècle).

La zone du fleuve Sénégal, où dominait le royaume de Tekrour, est en partie islamisée dès le VIIe siècle et le sera plus massivement au IXe siècle ; le royaume du Kanem, qui absorbera celui du Bornou au XIIe siècle, est établi depuis le VIIIe siècle au nord de l'actuel Tchad il est islamisé dès le IXe siècle. Les Songhai, métissés avec des Berbères qui fuyaient l'avancée arabe, s'installent au début du VIIe siècle le long des rives du Niger où ils fondent un petit royaume, islamisé au IXe siècle, qui deviendra le puissant Empire songhaï (dont l'apogée se situera aux XVe et XVIe siècles).

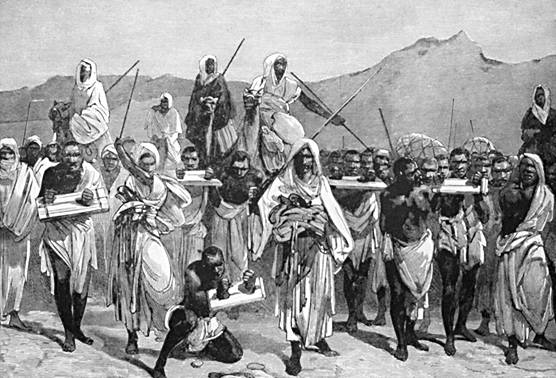
La traite orientale fut un puissant facteur de propagation de l'islam, adopté comme moyen d'affranchissement.

La côte orientale du continent, baignée par l'océan Indien, est depuis longtemps fréquentée par les marchands navigateurs successivement Égyptiens, Grecs, byzantins et Arabes : au moment du développement de l'islam, la culture swahilie, métissage culturel entre l'Afrique et le monde arabo-musulman s'y déploie ; l'islamisation de la zone est attestée dès le VIIIe siècle, des cités commerçantes musulmanes sont fondées ou développées. Mais « les marchands musulmans limitèrent leurs activités aux établissements côtiers, l’intérieur des terres échappant aux influences islamiques. » Plus tardivement, à partir du XVIIe siècle, elles pénétrèrent à l'intérieur le long des routes de la traite orientale, pour les mêmes raisons qu'en Afrique occidentale.
À partir du XVe siècle, la papauté attribua au Portugal l'activité de mission et encouragea l'Ordre du Christ à « soumettre en servitude les sarrasins et autres infidèles ». Ce système de padroado exclusivement portugais aboutit en Afrique Centrale à l'évangélisation de quelques rois, notamment dans l'Empire Kongo. Ces conversions eurent comme lourdes conséquences les traites négrières mais les débuts de christianisation disparurent dès l'affaiblissement de l'empire portugais.
Le christianisme arrive en Afrique de l'Ouest avec les esclaves libérés à Freetown en 1797 par les Européens, puis à Monrovia, en 1824, par les Américains.
La christianisation diffuse à partir des ports négriers, notamment aux embouchures des fleuves Sénégal, Niger, Congo et Zambèze. Des missions catholiques et protestantes sont ensuite créées en amont de ces fleuves. La progression de ces missions est toutefois limitée par les limites des terres d'Islam.
Entre la fin du XVIIIe siècle et le début du XIXe siècle, on assiste à l'islamisation massive des Ouest africain.
À la fin du XIXe siècle, une nouvelle vague d'évangélisation touche l'Afrique au moment de sa colonisation, notamment dans la plupart des pays d'Afrique Centrale, australe et du Sud. En Afrique de l'Ouest, le christianisme s'intègre au Burkina Faso, en Côte d'Ivoire et Nigeria.

## Principales religions

### Religions traditionnelles africaines

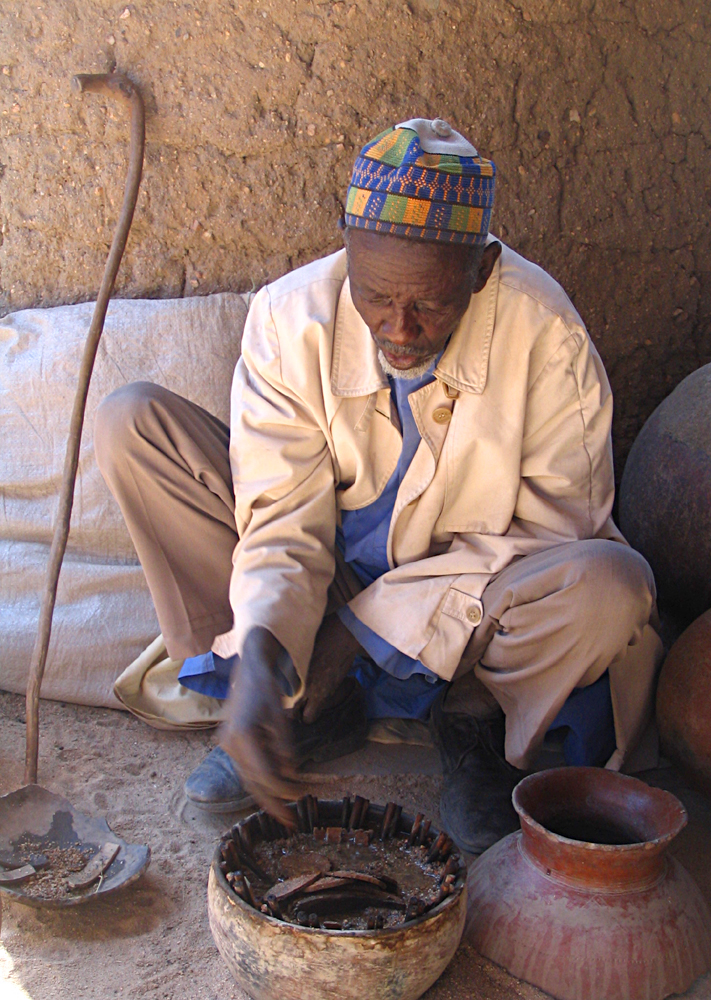
Homme pratiquant un rite divinatoire pour les touristes à Rhumsiki (Cameroun).

L'étude des religions traditionnelles africaines est relativement récente, les descriptifs étant ceux des missionnaires chrétiens. Jusque dans les années 1960 on ne parlait que d'animisme, les réduisant à une croyance primitive attribuant une âme à tous les éléments de la Nature.
Ces religions englobent en fait de vastes systèmes de croyances, où l'on retrouve des représentations communes mais aussi des dissemblances selon les ethnies. En effet, la grande diversité religieuse africaine provient de la multitude de cultures présentent sur le continent qui comptabilise environ 6000 cultures. De ce fait, de nombreuses représentations religieuses peuvent être observées.
En Afrique subsaharienne, les perceptions religieuses voient la vie comme inscrite dans un cycle : les ancêtres demeurent présents comme esprits et peuvent se manifester ou revenir en leurs descendants
.
Bien que vénérant d’innombrables esprits, la plupart des religions africaines incluent la croyance en un Dieu suprême créateur de l'univers : il est nommé Roog chez les Sérères, Olodumare chez les Yoruba, Mawu pour les Ewes. Si le culte est rendu aux esprits, ancêtres ou orishas, et non au maître de l’univers, c’est que celui-ci s'est éloigné et est inaccessible et qu’il convient d’amadouer les puissances « intermédiaires » de l’au-delà pour intercéder auprès de lui.
Ces religions sont confrontées à des changements rapides de la société africaine, liés entre autres à l'urbanisation qui délite la vie communautaire. Par ailleurs les rites d'initiation jouaient un rôle de progression dans l'échelle sociale ; avec les progrès de la scolarisation c'est de plus en plus l'école qui est vue comme la voie de la réussite.
Certains pays et peuples montrent de véritables résistances parmi les pratiquants de la religion africaine. Tel est le cas :
- au Bénin et au Togo où les pratiquants de la religion africaine sont majoritaires ;
- dans de nombreux pays du golfe de Guinée, par les peuples Fon-gbe, Ewe, Yoruba en particulier, qui pratiquent le Vodou ;
- au Cameroun, par les Bamilékés et les Bamouns ;
- au Gabon, par une partie des Fangs et des Mitsogo, avec le Bwiti ;
- au Mali, par de nombreux Mandingues, surtout Malinkés, Bambaras et Dogons ;
- au Sénégal, par les Sereres, les Diolas, les ethnies de la région orientale, les Badiarankés ;
- en Afrique Centrale, parmi la grande nation des Kongos ;
- par les peuples nilotiques de la vallée de l'Omo, Dinka, Nuer, Hamer, Nyangatom, etc.
- par les divers groupes masaïs au Kenya et en Tanzanie ;
- en Afrique Australe, par les Shonas ou les Chewas (Nyau).

Il existe des communautés Vaudou en dehors de l'Afrique, en Haïti et au Brésil.
Il y a également le courant Kémite, dans la diaspora africaine et en Afrique.
Les religions traditionnelles africaines perdurent cependant partout en Afrique, surtout par des syncrétismes avec l'islam et le christianisme. En effet, si une grande partie des Africains sont aujourd'hui musulmans ou chrétiens, ils restent très influencés par les religions d'origine,.

### Christianisme contemporain

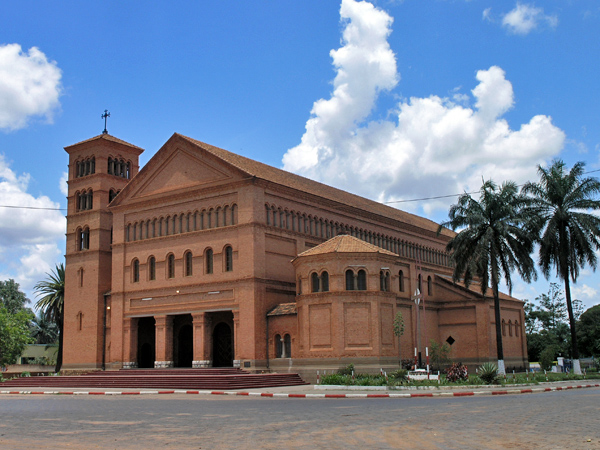
La Cathédrale Saints Pierre et Paul à Lubumbashi, RDC.

Si en 1910, seuls 1 % des chrétiens se trouvaient en Afrique, en 2010, on y retrouve environ 23 % des chrétiens du monde.
Le christianisme reste très minoritaire en Afrique du Nord, mais est devenu la religion la plus pratiquée en Afrique subsaharienne (63 %), devant l'islam (30 %) et les religions traditionnelles. Au début du XXIe siècle, l'Afrique est le continent où le nombre de chrétiens augmente le plus vite.
Cette évolution est due en grande part à la progression des chrétiens évangéliques, mais aussi des autres Églises d'institution africaine qui représentent au total 36 % de la population d'Afrique subsaharienne, la part des catholiques étant de 21 %.
L'évangélisme apparaît en Afrique au Liberia en 1914 et dans l'actuel Burkina Faso en 1921. Des églises évangéliques ont été prises en main par les Africains eux-mêmes dans des pays anglophones comme le Ghana ou le Nigeria, avant d'essaimer dans les pays francophones voisins de Côte d'Ivoire, du Bénin et du Togo. Dans les années 1960 et 1970, une nouvelle vague d'évangélisation se développe avec l'évangélisme. Le christianisme évangélique s'est également propagé depuis le Kenya vers l'Éthiopie, l'Ouganda et la Tanzanie. L'Afrique compte 165 millions d'évangéliques, soit un quart du total mondial. L'église de pentecôte ghanéenne compte ainsi 28 filiales africaines. 
Quant aux Églises Indépendantes en Afrique, une étude remarquée les évaluait en 1968 à près de 6000. En 2004, ces dénominations étaient estimées à plus de 11500, dont la plupart sont totalement inconnues en Occident.
Le développement de ces Églises pourrait conduire à revoir les classifications traditionnelles (orthodoxes/catholique/protestants) et à établir de nouvelles typologies.
Au niveau intercontinental, l'Église de la Pentecôte basée au Ghana a essaimé dans une vingtaine de pays d'autres continents. Ce déploiement intercontinental emprunte les mouvements migratoires, il peut être estimé à 530 000 personnes en Europe et 320 000 personnes en Amérique du Nord. Il permet à l'Europe de bénéficier des prêtres pasteurs et prophètes africains.
On peut estimer que le christianisme d’Île-de-France est pour moitié d'influence et/ou de tendance africaine.

### Islam contemporain

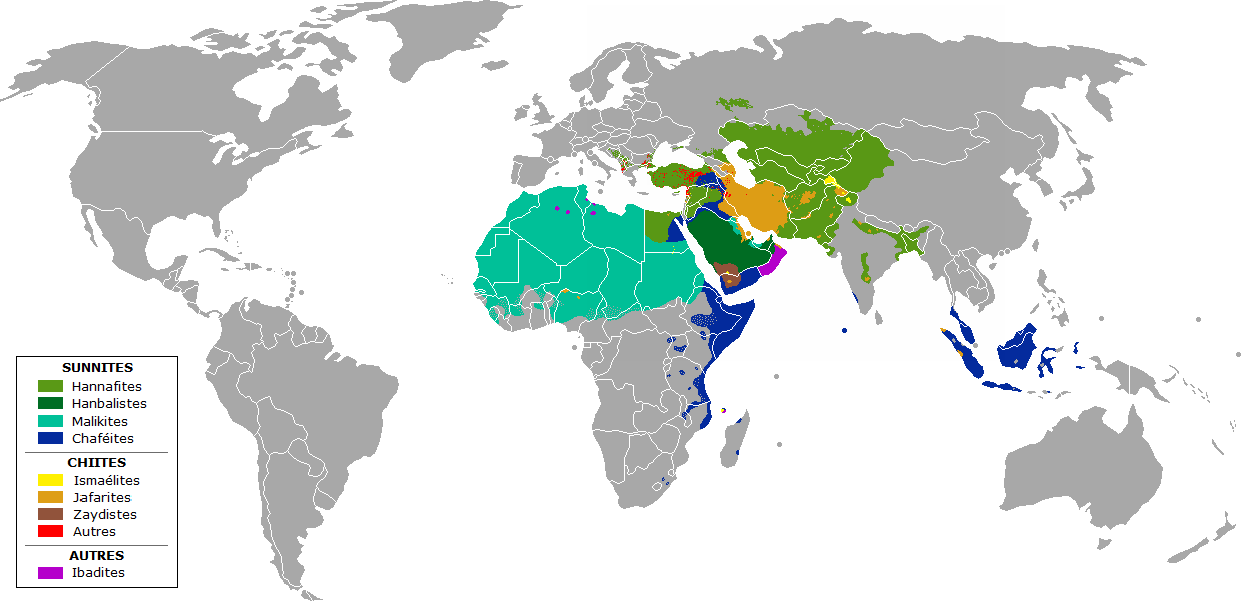
Répartition des écoles juridiques dans l'islam sunnite contemporain : malikisme en bleu-vert, chaféisme en bleu foncé et hanafisme en vert.

L'Afrique compte 45% d'habitants de confession musulmane; ils représentent 1/3 des musulmans dans le monde
.
Leur répartition sur le continent est disparate : la proportion de population musulmane avoisine les 98 % en Afrique du Nord, mais est d'environ 30 % en Afrique sub-saharienne.
Une très grande majorité est sunnite ; des minorités chiites sont cependant présentes en Tanzanie et au Nigeria,.

### Minorités
Une minorité juive est présente essentiellement en Afrique du Sud, où l'on compte plus de 70 000 juifs, pour la plupart des ashkénazes d'origine européenne.
Certains peuples, comme les Lemba en Afrique du Sud, les Abayudaya en Ouganda et les Juifs igbos au Nigeria se réclament aussi du judaïsme en tant que descendants des tribus perdues d'Israël,.
Les Beita Israel, dont la présence en Éthiopie remonterait à l'ère du roi Salomon et de la reine de Saba, ont massivement émigré en Israël lors de l'opération Moïse en 1984 et l'opération Salomon en 1991.
L'hindouisme est très peu représenté, sauf à l'île Maurice où il est la religion majoritaire

## Cohabitation entre religions

### Entre islam et christianisme
Les conditions de cohabitation entre islam et christianisme sont très disparates suivant les pays. Dans les pays du Maghreb, l'islam, très majoritaire, est la religion officielle. La Tunisie et la plupart des pays d'Afrique de l'Ouest ont une constitution laïque qui garantit la liberté de religion.

### Terrorisme religieux
L'Afrique est la proie de divers mouvements de terrorisme religieux. Créée en 1986 en Ouganda, l'Armée de résistance du Seigneur y sema la terreur pendant près de 20 ans et continue à sévir en Centrafrique et au Congo.
Depuis le début du XXIe siècle, l'Afrique est massivement concernée par le terrorisme islamiste. En 2015, c'était le continent le plus touché, que ce soit en nombre d'attentats ou en nombre de victimes, principalement au Nigeria, du fait de Boko Haram et, entre 2014 et 2015, le Nigeria était le deuxième pays le plus touché au monde par ces attentats, en nombre de morts (après l'Irak). L'Afrique subsaharienne possède en outre, en 2015, le sinistre record du plus grand nombre moyen de morts par acte terroriste (6,7 morts) et Boko Haram, qui opère au Cameroun, au Tchad et au Nigeria, est le groupe terroriste le plus meurtrier de la planète.

## Nouveaux mouvements religieux
Les Églises d'institution africaine (Églises africaines indépendantes, souvent messianistes et/ou spiritualistes) se réclament de certaines formes de christianisme : nouveaux mouvements religieux d'inspiration chrétienne.
Certains nouveaux mouvements religieux de reconstructionnisme polythéiste sont spécifiquement africains :
- Ntsikana (en) (1780-1821), charismatique, Xhosa,
- Éthiopianisme (vers 1890-1920),
- Israelites (1929), autour du prophète Enoch Mgijima (en) (1868-1928)
- Godianisme (en) (1948-1949), autour de K. O. K. Onyioha (Nigeria),
- Kémitisme (années 1970) ou netjerisme,
- Puissance spirituelle du verbe (vers 1980), autour de Bavua Ntinu André (1939-2013),
- Orthodoxie khémite (1988),
- Église du Peuple Guanche (2001).

Certains relèvent du nationalisme ethnique, du panafricanisme, ou de l'afrocentrisme (ou afrocentricité).
Certains, plutôt afro-américains, tiennent du suprémacisme noir (Nuwaubian Nation).

## Religions par pays
Composition pour chaque pays en 2010 :
| Pays                             | Christianisme (%) | Islam (%) | Autres (%) |
| -------------------------------- | ----------------- | --------- | ---------- |
| Afrique du Sud                   | 81,2              | 1,7       | 17,1       |
| Algérie                          | 0,2               | 97,9      | 1,9        |
| Angola                           | 90,5              | 0,2       | 9,3        |
| Bénin                            | 53,0              | 23,8      | 23,2       |
| Botswana                         | 72,1              | 0,4       | 27,5       |
| Burkina Faso                     | 22,5              | 61,6      | 15,9       |
| Burundi                          | 91,5              | 2,8       | 5,7        |
| Cameroun                         | 70,3              | 18,3      | 11,4       |
| Cap-Vert                         | 89,1              | 0,1       | 10,8       |
| Comores                          | 0,5               | 98,3      | 1,2        |
| Côte d'Ivoire                    | 44,1              | 37,5      | 18,4       |
| Djibouti                         | 2,3               | 96,9      | 0,8        |
| Égypte                           | 10,0              | 90,0      | 0,0        |
| Érythrée                         | 62,9              | 36,6      | 0,5        |
| Éthiopie                         | 62,8              | 34,6      | 2,6        |
| Gabon                            | 76,5              | 11,2      | 12,3       |
| Gambie                           | 4,5               | 95,1      | 0,4        |
| Ghana                            | 74,9              | 15,8      | 9,3        |
| Guinée                           | 10,9              | 84,4      | 4,7        |
| Guinée-Bissau                    | 19,7              | 45,1      | 35,2       |
| Guinée équatoriale               | 88,7              | 4,0       | 7,3        |
| Kenya                            | 84,8              | 9,7       | 5,5        |
| Lesotho                          | 96,8              | 0,1       | 3,1        |
| Liberia                          | 85,9              | 12,0      | 2,1        |
| Libye                            | 2,7               | 96,6      | 0,7        |
| Madagascar                       | 85,3              | 3,0       | 11,7       |
| Malawi                           | 82,7              | 13,0      | 4,3        |
| Mali                             | 3,2               | 92,4      | 4,4        |
| Maroc                            | 0,1               | 99,9      | 0,1        |
| Maurice                          | 25,3              | 16,7      | 58,0       |
| Mauritanie                       | 0,3               | 99,0      | 0,7        |
| Mozambique                       | 56,7              | 18,0      | 25,3       |
| Namibie                          | 97,5              | 0,3       | 2,2        |
| Niger                            | 0,8               | 98,4      | 0,8        |
| Nigeria                          | 49,3              | 48,8      | 1,9        |
| Ouganda                          | 86,7              | 11,5      | 1,8        |
| République centrafricaine        | 89,5              | 8,5       | 2,0        |
| République du Congo              | 85,9              | 1,2       | 12,9       |
| République démocratique du Congo | 95,8              | 1,5       | 2,7        |
| Rwanda                           | 93,4              | 1,8       | 4,8        |
| Sao Tomé-et-Principe             | 82,2              | 0,1       | 17,7       |
| Sénégal                          | 5,0               | 94,0      | 1,0        |
| Seychelles                       | 94,0              | 1,1       | 4,9        |
| Sierra Leone                     | 20,9              | 78,0      | 1,1        |
| Somalie                          | 0,0               | 100,0     | 0,0        |
| Soudan                           | 5,4               | 90,7      | 3,9        |
| Soudan du Sud                    | 60,5              | 6,2       | 33,3       |
| Eswatini / Swaziland             | 88,1              | 0,2       | 11,7       |
| Tanzanie                         | 61,4              | 35,2      | 3,4        |
| Tchad                            | 40,6              | 55,3      | 4,1        |
| Togo                             | 43,7              | 14,0      | 42,3       |
| Tunisie                          | 0,2               | 99,0      | 0,8        |
| Zambie                           | 97,6              | 0,5       | 1,9        |
| Zimbabwe                         | 87,0              | 0,9       | 12,1       |